# Kamniti most, Skopje
Kamniti most (makedonsko Камен мост, albansko Ura e gurit, turško Taşköprü) je most čez reko Vardar v Skopju, glavnem mestu Republike Severne Makedonije. Imenujejo ga tudi Dušanov most (makedonsko in srbsko Душанов мост) po Štefanu Dušanu, srbskemu cesarju.
Most velja za simbol Skopja in je glavni element mestnega grba, ki je vgrajen v mestno zastavo. Stoji v občini Centar in povezuje Makedonski trg s Staro čaršijo.

## Arhitektura
Kamniti most je zgrajen iz travertinskih kamnitih blokov, urejenih z veliko veščine in natančnosti, povezani z železnimi sponami, ojačeni z litim svincem, drobljenim kamnom in mavcem, uporabljenim v notranjosti stebrov, ki so povezani z 12 polkrožnimi loki (prvotno s 13 loki). Nekateri med njimi – kot na primer osrednji steber, ki se v zgornjem delu zaključuje z okrasno nišo (stražarnica) – imajo v svoji notranjosti velike prostore z dvojno funkcijo, za zmanjšanje obremenitve stebra in tudi kot prostori s topniškimi mesti.
Most je dolg 213,85 m in širok 6,33 m. Stražnico so pred kratkim obnovili.

## Zgodovina
Sedanji kamniti most je bil zgrajen na rimskih temeljih pod pokroviteljstvom sultana Mehmeda II. Osvajalca med letoma 1451 in 1469. Večina Kamnitega mostu izvira iz osmanskega obdobja in je bil skozi stoletja pogosto poškodovan in nato popravljen. Obstajajo zgodovinski dokazi, da je nekoč utrpel škodo med velikim potresom leta 1555, ki je močno poškodoval ali uničil štiri stebre. Istega leta je bila izvedena obnova. Na tem mostu so bile izvedene tudi nekatere usmrtitve, na primer usmrtitev Karpoša, vodje upora, leta 1689.
Leta 1944 so nacisti na most postavili razstrelivo. Na zahtevo mestnih veljakov so si Nemci v zadnjem trenutku premislili in most so rešili pred uničenjem. Zadnja obnova mostu se je začela leta 1994. Več kot sedem let med prenovo Kamnitega mostu v 1990-ih ljudem ni bilo dovoljeno prečkati konstrukcije, kar je za številne obrtnike iz bližnje Stare čaršije povzročilo negativne gospodarske učinke. Stražni stolp v obliki mihraba je bil obnovljen leta 2008.
Dva dela Skopja, ki sta simbolizirala njegovi urbani nasprotji »osmanskega« ali »modernega«, »zgodovinskega« ali »socialističnega«, »albanskega« ali »makedonskega«, ločuje reka Vardar in ju povezuje Kamniti most. V 21. stoletju pripadniki večinskih in manjšinskih skupin glavnega mesta gledajo na Kamniti most kot na razcep med dvema deloma Skopja. 

## Galerija
- Kamniti most in trg Makedonija v zgodnjih 1920-ih
- Kamniti most leta 1909
- Napis na mostu
- Kamniti most ponoči
- Spominska plošča na mestu Karpoševe usmrtitve
- Pogled od zgoraj
- Bočni pogled
- Kamniti most, fotografija iz 1950-ih
- Pogled na Kamniti most in Trg